# Gymnocalycium paraguayense
Gymnocalycium paraguayense là một loài thực vật có hoa trong họ Cactaceae. Loài này được (K.Schum.) Hosseus mô tả khoa học đầu tiên năm 1939.

## Hình ảnh

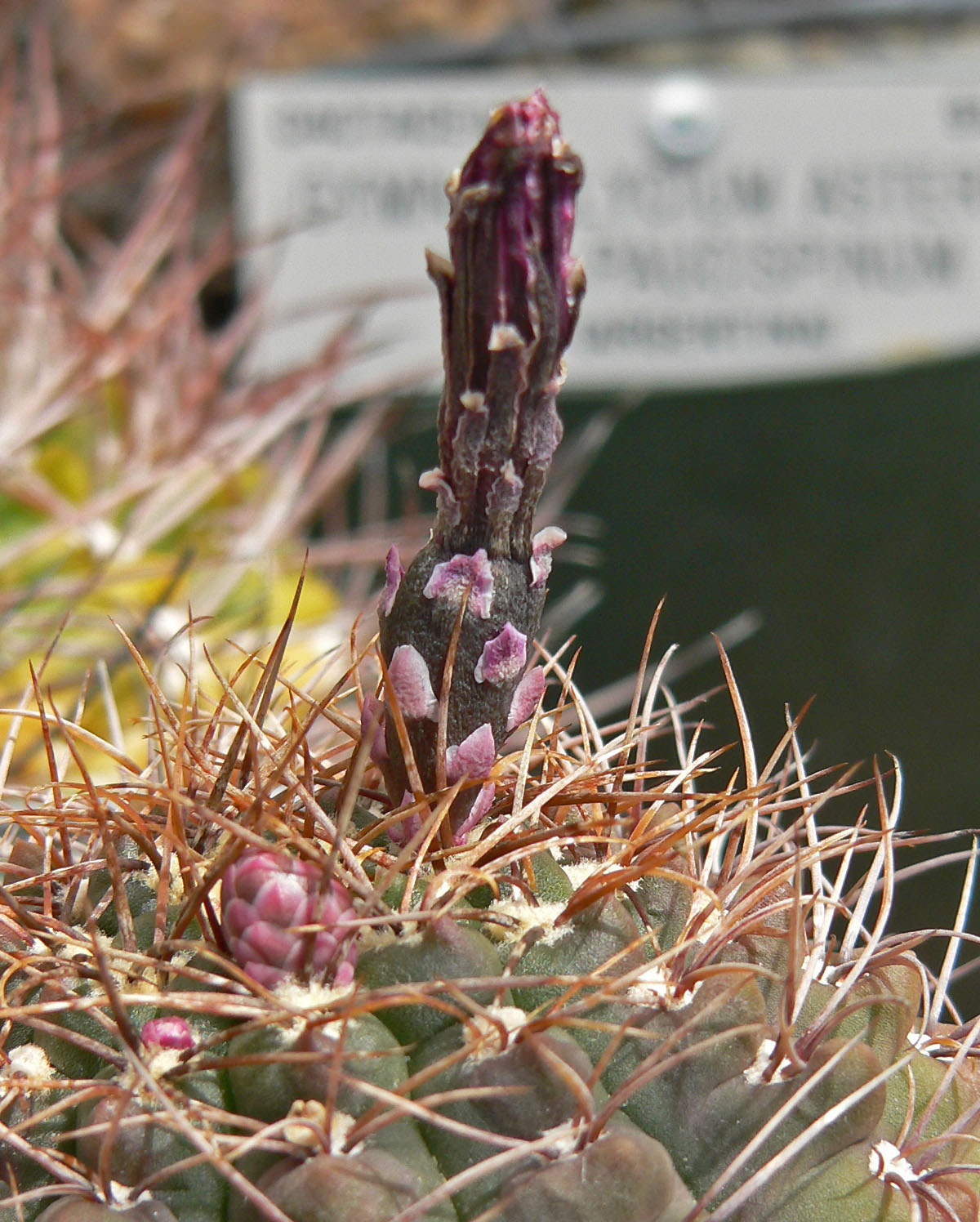
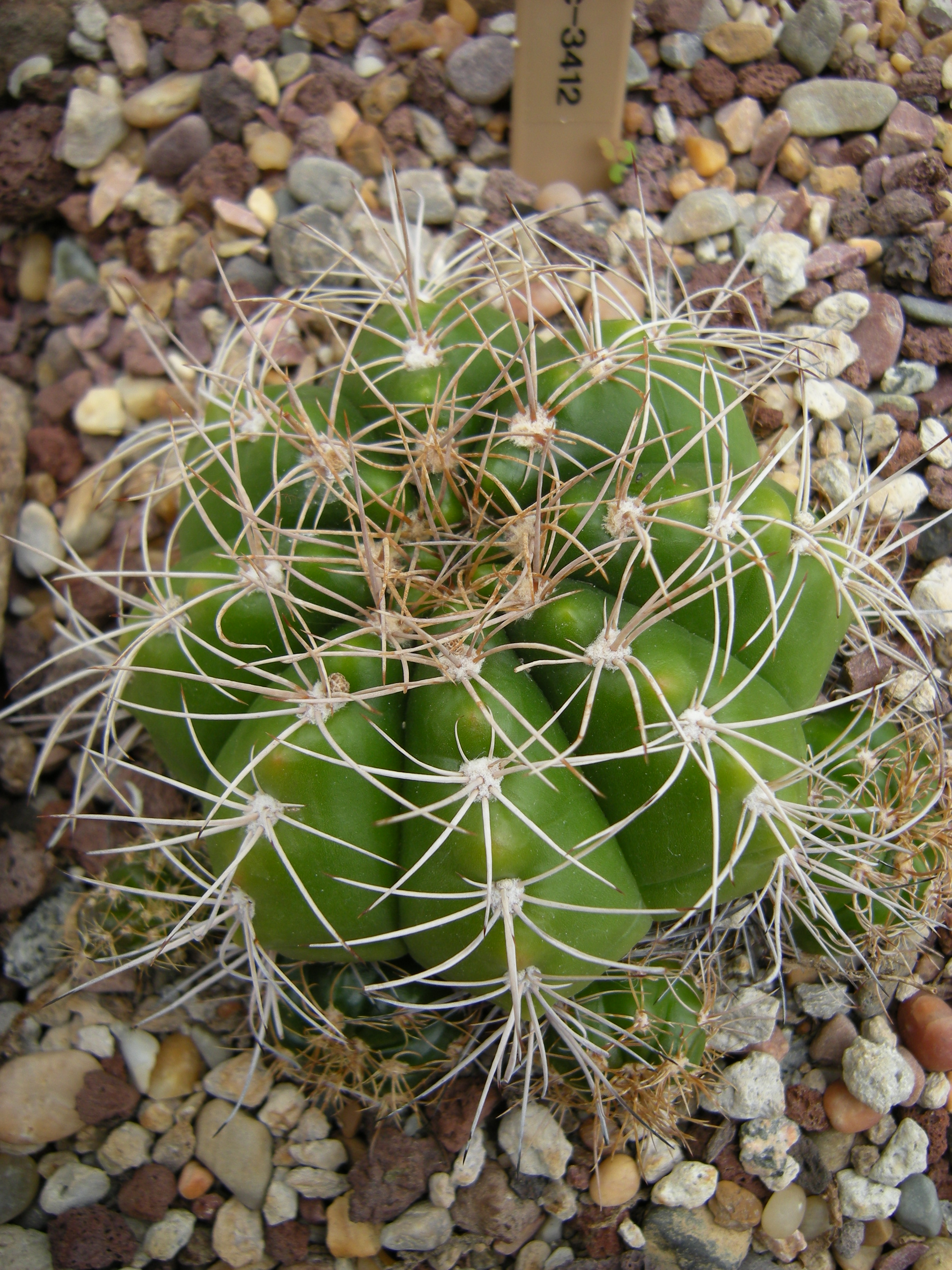
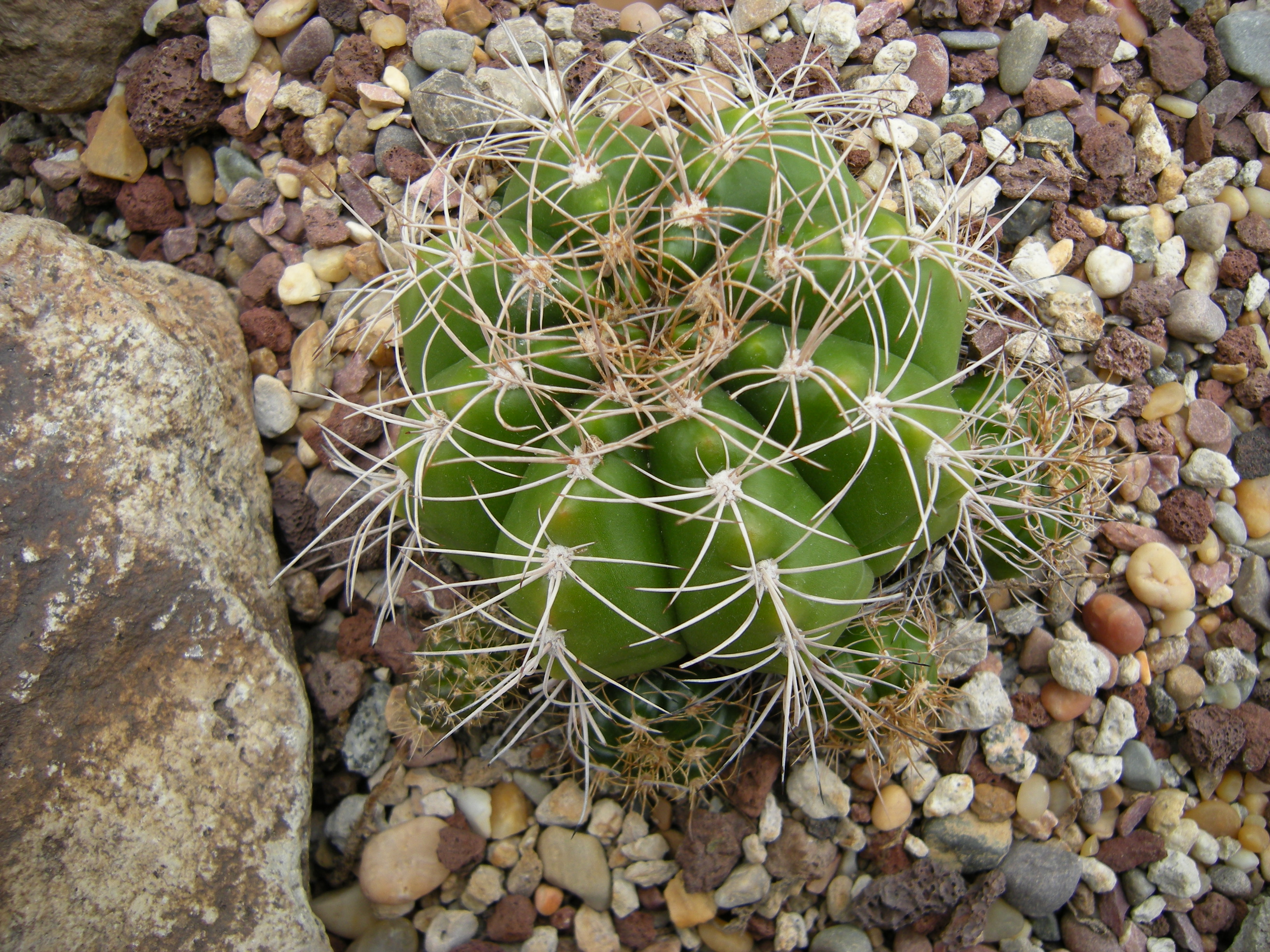
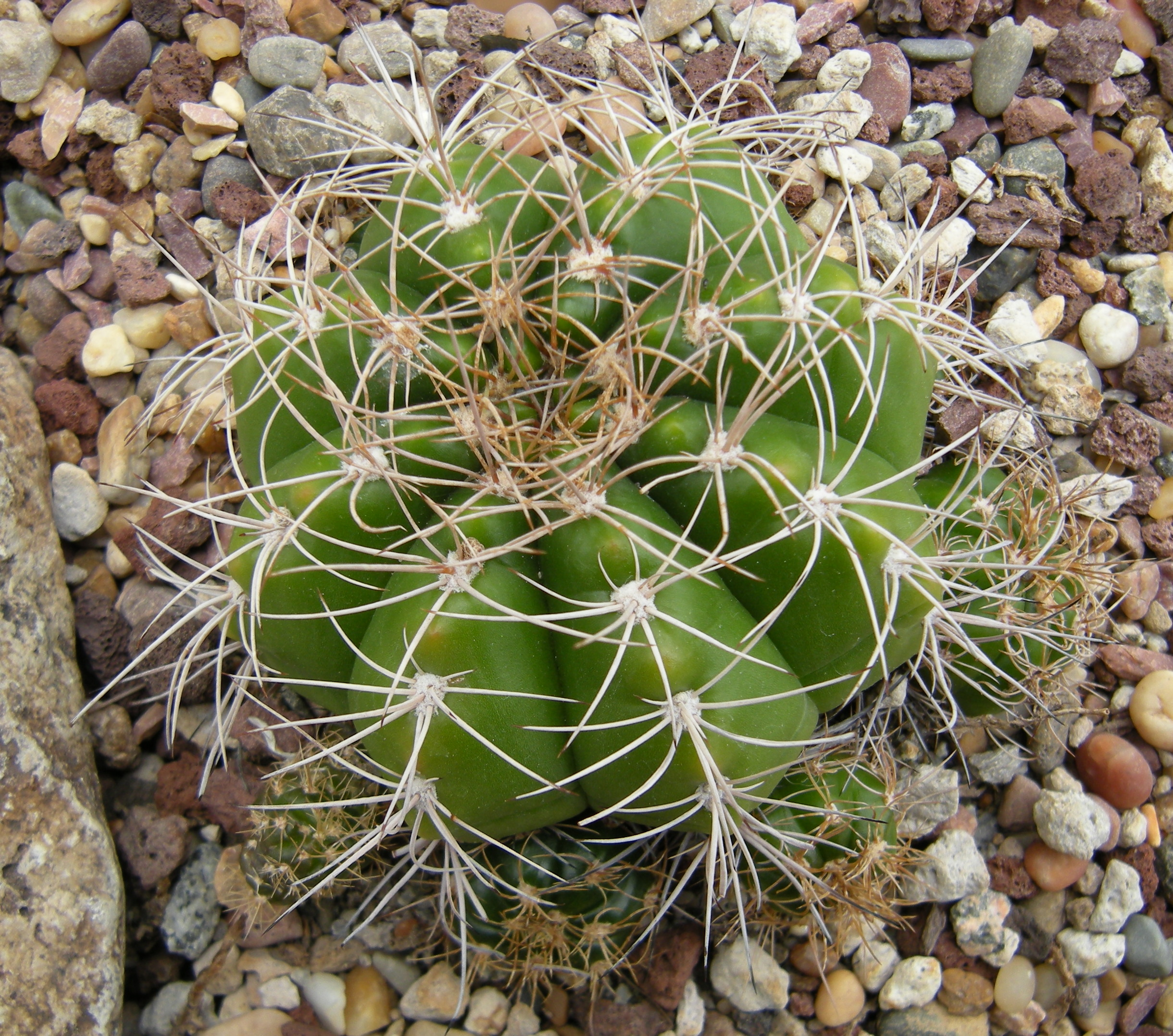